# 224
Évszázadok: 2. század – 3. század – 4. század
Évtizedek: 170-es évek – 180-as évek – 190-es évek – 200-as évek – 210-es évek – 220-as évek – 230-as évek – 240-es évek – 250-es évek – 260-as évek – 270-es évek
Évek: 219 – 220 – 221 – 222 –  223 – 224 – 225 – 226 – 227 – 228 – 229

## Események

### Római Birodalom
- Appius Claudius Julianust és Caius Bruttius Crispinust választják consulnak.
- Meghal Iulia Maesa, a 16 éves Severus Alexander császár nagyanyja és fő tanácsadója.

### Perzsia
- Ardasír, Perszisz királya a hormozdgani csatában döntő vereséget mér IV. Artabanosz pártus királyra, aki maga is elesik az ütközetben. A külső és belső harcok által egyaránt meggyengített Pártus Birodalom gyakorlatilag összeomlik, csak Artabanosz riválisa, VI. Vologaészész tartja még magát néhány évig Mezopotámiában. Ardasír megalapítja a Szászánida Birodalmat.

## Születések
- Csungcshon kogurjói király

## Halálozások
- április 28. – IV. Artabanosz, pártus király
- Iulia Maesa, Heliogabalus és Severus Alexander császárok nagyanyja

## Fordítás
- Ez a szócikk részben vagy egészben  a(z)   224 című angol Wikipédia-szócikk ezen változatának fordításán alapul.  Az eredeti cikk szerkesztőit annak laptörténete sorolja fel. Ez a jelzés csupán a megfogalmazás eredetét és a szerzői jogokat jelzi, nem szolgál a cikkben szereplő információk forrásmegjelöléseként.